# Java Accessibility API
Das Java Accessibility API (JAAPI) ist eine Programmierschnittstelle  zwischen Java-Anwendungen und Unterstützungstechnologien für Menschen mit Behinderung, wie zum Beispiel mit einem Screenreader, einer Vergrößerungssoftware oder einem Spracheingabesystem. Diese Schnittstelle ist Teil der Java Foundation Classes und somit Teil der Java-Laufzeitumgebung.
Die Java Accessibility API entstand, nachdem das World Wide Web Consortium (W3C) eine Empfehlung ausgab, Java-Anwendungen für das Internet barrierefrei zu gestalten.
Die Programmierschnittstelle umfasst 16 Interfaces (Schnittstellendefinitionen) und 10 Klassen. Voraussetzung für eine barrierefreie Java-Anwendung ist die Realisierung des javax.accessibility.Accessible-Interfaces durch alle Komponenten der grafischen Oberfläche. Das Interface ermöglicht es, dass jede dieser Komponenten Informationen für Unterstützungstechnologien bereitstellt. Beispielsweise kann der Zweck eines Textfelds durch seinen Namen und eine zusätzliche Beschreibung erklärt werden, zum Beispiel wenn für ein Textfeld die Eingabe eines Ortsnamens erwartet wird.